# Albert Roder
Albert Roder (* 20. Januar 1896 in Nürnberg; † 3. September 1970 in Heilbronn) war ein deutscher Konstrukteur, der durch die von ihm konstruierten Motorräder bekannt wurde.

## Lebenslauf
Im Jahr 1912 baute Albert Roder mit 16 Jahren seinen ersten Motor. Er war 1920 Mitbegründer der Ziro Motoren GmbH in Fürth, 1923 Mitbegründer der Erlanger Motoren AG. 1928 ging er als stellvertretender Konstruktionsleiter unter Richard Küchen zu Zündapp, und 1936 erstmals zu NSU unter Walter William Moore. Ende 1938 ging er als Chefkonstrukteur zu Victoria nach Nürnberg. Von 1946 bis zu seiner Pensionierung Ende 1961 war er Chefkonstrukteur bei NSU.
Albert Roder hatte nicht studiert, war also kein Ingenieur im heutigen Sinne. Dennoch brachte er es bis zum Chefkonstrukteur und Direktor einer der damals bedeutendsten Motorradfabriken der Welt – eine Karriere, die heutzutage, zumindest in der Fahrzeugindustrie, undenkbar ist.
Die Konstruktionen von Albert Roder waren keine von Anfang an bewährten Konstruktionen, sondern er begab sich oft auf konstruktives Neuland. Trotz gelegentlicher Misserfolge gelang es ihm, auf diesen aufzubauen und Vorteile herauszuarbeiten. Bestes Beispiel ist die glücklose 500-cm³-Vierzylinder-Rennmaschine, deren Motorteile später für die 125-cm³-Rennfox verwendet wurden, die die Weltmeisterschaft errang.

### Albert Roder bei NSU
Roders Tätigkeit bei NSU in Neckarsulm begann 1936. Er war maßgeblich an der Entwicklung des Zweizylinder-Kompressor-Rennmotors beteiligt, der erst nach dem Krieg zu vollen Ehren kommt. Aber Roder war unter Walter William Moore nur zweiter Mann bei NSU, und seine konstruktiven Ideen gingen oft in eine ganz andere Richtung als die von Moore. So war es folgerichtig, dass er Ende 1938 zu Victoria nach Nürnberg ging, als ihm dort die Position des Chefkonstrukteurs angeboten wurde.
Bei Victoria entwickelte er den erfolgreichen Fahrrad-Hilfsmotor FM 38 (Vicky I). Doch nach dem Krieg 1946 wechselte er wieder zu NSU, diesmal als Chefkonstrukteur und erster Mann, denn Walter William Moore hatte NSU 1939 verlassen.
Nun begann die schöpferischste Phase in Roders Karriere. Hierbei spielten mehrere Faktoren eine Rolle: Erstens war er jetzt Chefkonstrukteur und bestimmte allein die technische Richtung. Zweitens bot der erzwungene Neuanfang aus den Trümmern des Zweiten Weltkrieges die einmalige Chance, konstruktiv völlig neu anzufangen, ohne auf alte Traditionen Rücksicht nehmen zu müssen. Und drittens war NSU ein bedeutender Großbetrieb, der willens und in der Lage war, Roders Ideen zu verwirklichen.
Zwar begann die Nachkriegsproduktion mit der Wiederauflage der bewährten Vorkriegsmodelle Quick, 125 ZDB und 251 OSL, aber Roder beschäftigte sich bereits mit der Konstruktion eines völlig neuen Motorrades: der NSU Fox.

### NSU Fox
Die Fox – offizielle Typbezeichnung: NSU 101 OSB – war nach der Imme von Riedel das zweite neu konstruierte Motorrad in Deutschland nach dem Zweiten Weltkrieg. Aber im Gegensatz zur Imme, der kein großer wirtschaftlicher Erfolg beschieden war, wurde die FOX ein Verkaufsschlager. Das hatte mehrere Gründe:
Der wichtigste war der Motor. Hier hatte Albert Roder es durchgesetzt, in einer Klasse, in der sonst nur Zweitakter angeboten wurden, einen Viertaktmotor zu bauen. Dadurch erlangte er mehrere Vorteile: Er bot eine Leistung, die mit knapp 4,4 kW (6 PS) weit über den Modellen der Konkurrenz lag, die zwischen 2,5 und 3,5 PS leisteten (lediglich die Imme hatte 4,5 PS). Das reichte aus, um alle anderen 98er und viele 125er zu übertrumpfen. Außerdem kam die Fox mit einem Viertaktton, während die Konkurrenz zweitaktend „schepperte“. Und schließlich hatte die Fox einen konkurrenzlos niedrigen Kraftstoffverbrauch und die lästige Ölmischerei beim Tanken entfiel.
Auch das Fahrwerk wies neue Konstruktionsideen auf: Der Rahmen war ein für die Massenproduktion gut geeigneter Zentralpressrahmen. Das Hinterrad war in einer Schwinge mit Zentralfeder geführt, während die Vordergabel eine geschobene Kurzschwinge aufwies – alles Details, die in der 98er-Klasse völlig neu waren.
Diese Fahrwerkskonzeption – Zentralpressrahmen, geschobene Kurzschwinge vorn, Schwinge hinten – sollte typisch werden für alle folgenden NSU-Motorräder (bis auf die Konsul).

### NSU Lux
Die nächste Neuentwicklung war die NSU Lux. Auch ihr Fahrwerk entsprach diesem Konzept, jedoch war sie deutlich größer und schwerer als die Fox. Als Antrieb diente ein neu entwickelter Zweitakt-Blockmotor mit 200 cm³ Hubraum.

### NSU MAX
Und dann schließlich folgte Roders größter Erfolg: Die NSU Max. Fahrwerksmäßig entsprach sie grundsätzlich der Lux, wenn auch in verstärkter Ausführung. Aber das konstruktiv völlig Neue war der Motor.
Er bot die damals in der 250-cm³-Klasse für einen Serienmotor hohe Leistung von 17 PS (13 kW) und wies eine Vielzahl neuer konstruktiver Details auf:

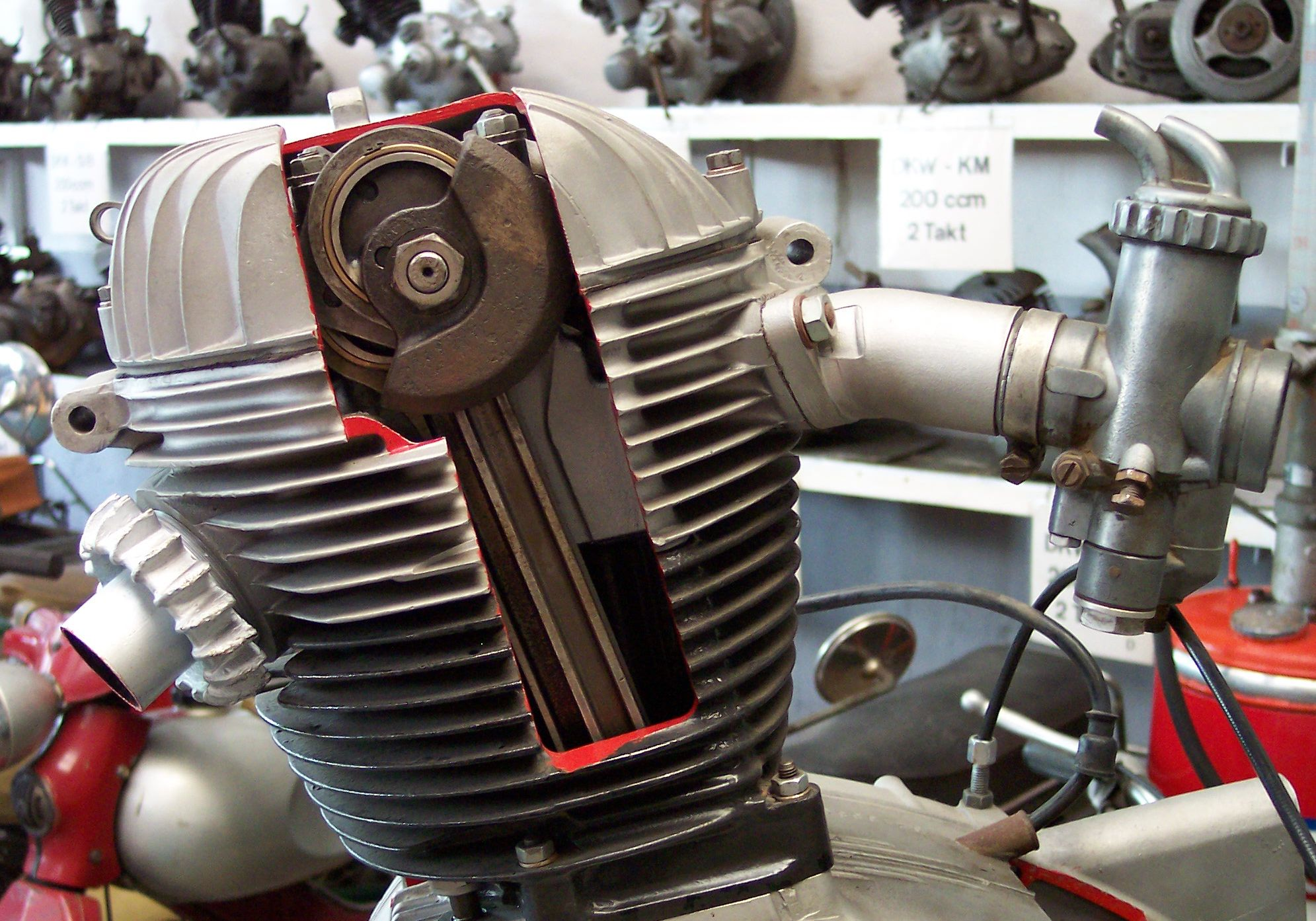
NSU Max Motor mit ULTRAMAX Schubstangensteuerung

Die größte Neuerung war die obenliegende Nockenwelle (OHC) mit der ULTRAMAX-Steuerung. Während OHC-Motoren im Rennmotorenbau bereits seit den dreißiger Jahren genutzt wurden, waren sie in Gebrauchsmotorrädern selten.
Die ULTRAMAX-Schubstangensteuerung bot damals handfeste Vorteile: Vorher wurden obenliegende Nockenwellen entweder über eine Königswelle, über Stirnräder oder über eine Kette angetrieben. Königswelle und Stirnräder waren zwar bewährt, aber für eine Massenproduktion zu teuer. Der Kettenantrieb, wie er heute in fast jedem japanischen Motorrad verwendet wird, steckte hingegen noch in den Anfängen. Es waren so kurz nach dem Zweiten Weltkrieg noch keine zuverlässigen schnelllaufenden Ketten erhältlich. Insbesondere war das Vertrauen in die Dauerhaltbarkeit der Kette im Alltagsbetrieb gering. An Zahnriemen zum Antrieb der obenliegenden Nockenwelle war zu der Zeit noch nicht zu denken.
Der ULTRAMAX-Schubstangentrieb stellte damals also einen echten Kompromiss zwischen Herstellungskosten und Zuverlässigkeit dar. Aus heutiger Sicht wäre er im Vergleich zu Ketten- oder Zahnriementrieben jedoch in der Fertigung viel zu teuer.
Eine weitere Rodersche Neuerung bei der Max war die Luftfilterung mit „Beruhigter Luft“. Dahinter verbarg sich ein großer, vor dem eigentlichen Luftfilter befindlicher Behälter, in dem sich bereits ein großer Teil des Staubes absetzen konnte, bevor er überhaupt zum Luftfilter gelangte. Bei NSU wurde dazu als Behälter einfach das Innere des Zentralpressrahmens verwendet. Bis dahin hatte man vor die Vergaser einfache Nassluftfilter gebaut, die frei im Luftstrom hingen. Diese Nassluftfilter waren einfache Drahtgewebe, die mit Öl getränkt werden mussten (daher „nass“). Der Wirkungsgrad eines solchen Filters hing stark von der regelmäßigen Reinigung und Neuölung ab. Da diese Arbeit aber mit einer ziemlichen Schmutzentwicklung einherging, wurde sie von den Fahrern gern „vergessen“. Durch die Vorabscheidung im Rahmen wurde die Staubbelastung des eigentlichen Luftfilters stark verringert und der Motor entsprechend geschont. Heute sind derartige Vorabscheideräume allgemein üblich.

### Spätere Entwicklungen
Die der Max folgenden Modelle NSU Superfox und NSU Maxi waren eigentlich nur verkleinerte Versionen der Max, um das Motorradprogramm nach unten abzurunden. Neue konstruktive Ideen flossen hier nicht mehr ein. Das Motorradgeschäft ging in Deutschland ab 1954 stark zurück; für NSU wurde es überlebensnotwendig, sich dem Automobilgeschäft zuzuwenden.
Albert Roder befasste sich zu dieser Zeit schon mit der Entwicklung eines PKW, zunächst mit der dreirädrigen Max-Kabine, die aber bald zugunsten eines vierrädrigen Fahrzeugs aufgegeben wurde. So war Albert Roder an der Entwicklung des NSU Prinz I bis 4 noch direkt beteiligt.
Diese Fahrzeuge hatten einen Parallel-Twin-Motor mit obenliegender Nockenwelle und ULTRAMAX-Schubstangensteuerung. Zu diesem Zeitpunkt wäre die Umstellung auf einen Kettenantrieb bereits sinnvoll gewesen, aber die kam erst 1964 beim Prinz-1000-Vierzylinder, als Albert Roder im Ruhestand war.
Von der seit Ende der 1950er Jahre bei NSU laufenden Entwicklung des Wankelmotors hielt Roder wenig. Er soll den Wankelmotor sogar einen „glühenden Germknödel“ genannt haben. So überließ er die Wankelentwicklung seinem Assistenten und Nachfolger Ewald Praxl und Entwicklungschef Walter Froede.
Als Albert Roder Ende 1961 im Alter von 65 Jahren in den Ruhestand ging, konnte er auf ein erfülltes Leben als Konstrukteur zurückblicken: Die von ihm konstruierten Rennmotorräder hielten (bis August 1958) den absoluten Geschwindigkeitsweltrekord und siegten bei allen berühmten Rennen, bis zum Rückzug der NSU vom Grand-Prix-Rennsport.
Die von ihm konstruierten Serienmotorräder waren Verkaufsschlager und überzeugten durch Leistung und Zuverlässigkeit. Dass nach der NSU Max konstruktiv nichts grundlegend Neues mehr kam, lag auch daran, dass die Motorradindustrie seit 1954 auf Talfahrt war. Diese Krise der Motorradindustrie betraf alle europäischen Motorradhersteller. Roder arbeitete mit daran, dass NSU den Übergang zu einer Automobilfabrik schaffte. Auch wenn es heute NSU als eigenständige Marke nicht mehr gibt, besteht die Fabrik in Neckarsulm weiterhin und in ihr werden nach wie vor Kraftfahrzeuge produziert (AUDI).